# Celiny (gmina Raków)
Celiny – wieś w Polsce położona w województwie świętokrzyskim, w powiecie kieleckim, w gminie Raków.
W latach 1975–1998 miejscowość należała administracyjnie do województwa kieleckiego.